# Kfz 13

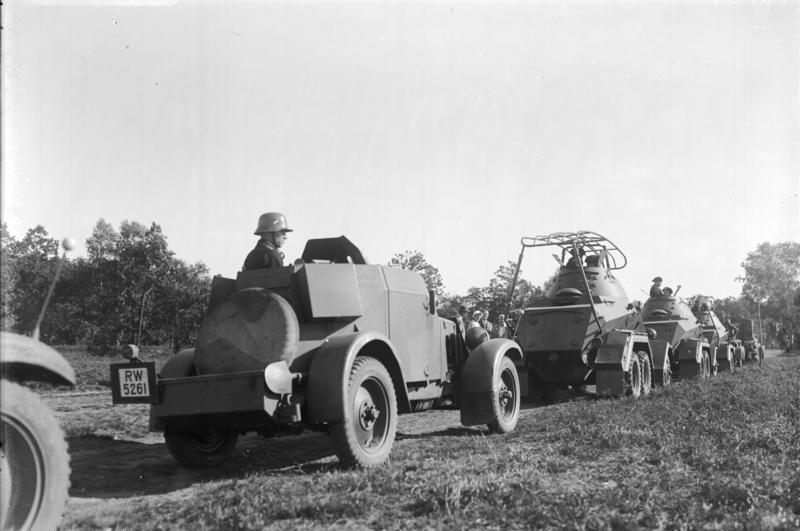
Kfz 13 (esquerre)

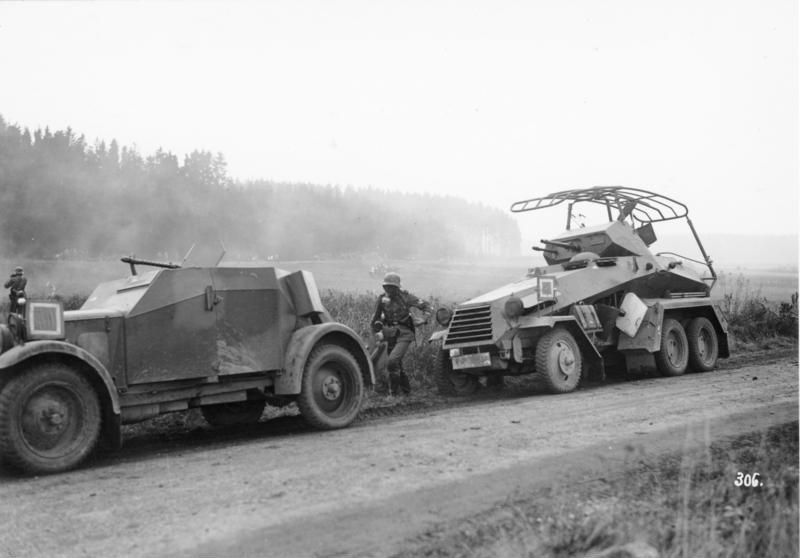
13 (esquerre)

El Kfz 13, o Maschinengewehr-Kraftwagen, fou el primer vehicle blindat de reconeixement introduït pel Reichswehr després de la primera guerra mundial. El 1935 s'havien produït 147 unitats d'aquest vehicle. El Kfz 13 estava basat en un cotxe civil, l'Adler Standard 6, però amb certes millores com un blindatge de 8 mm i un emplaçament per una metralladora MG13 o, més tard, MG34. Tot hi estar pensat com a explorador, era ineficaç a camp a través. Una versió del Kfz 13, el Kfz 14, estava equipat amb una radio en comptes de la metralladora.
El Kfz 13 fou emprat a la invasió de Polònia i la batalla de França, però va ser retirat del servei actiu el 1941. A partir d'aquest any es va utilitzar únicament com a vehicle d'entrenament.